# Pirmin Zurbriggen
Pour les articles homonymes, voir Zurbriggen.
Pirmin Zurbriggen, né le 4 février 1963 à Saas-Almagell (Valais), est un skieur alpin suisse. Champion olympique de descente en 1988 et quatre fois champion du monde en descente, combiné et super-G, il s'est imposé dans toutes les disciplines en Coupe du monde de ski alpin. Seuls Marc Girardelli, Günther Mader, Kjetil André Aamodt et Bode Miller, ont réalisé cet exploit chez les hommes.
Pirmin Zurbriggen a remporté à quatre reprises le classement général de la Coupe du monde de ski alpin entre 1984 et 1990, terminant durant la même période trois fois deuxième derrière son principal adversaire, Marc Girardelli. Il s'est retiré du cirque blanc après sa quatrième victoire au classement général de la Coupe du monde en 1990 à seulement 27 ans, fort d'un palmarès complet.
Le titre de sportif suisse de l'année lui a été décerné en 1985.

## Biographie
Sa sœur Heidi et son cousin éloigné Silvan Zurbriggen étaient également skieurs alpins.

### 1981-1983: premières victoires et choix de la polyvalence
Pirmin Zurbriggen est né le 4 février 1963 dans la petite commune suisse de Saas-Almagell située dans le canton du Valais. Skieur très prometteur dans les catégories de jeunes, Zurbriggen fait ses débuts en Coupe du monde à l'âge de 18 ans en 1981. Engagé sur plusieurs géants, il y réalise plusieurs top 10 (6e à Furano et Adelboden et 7e à Morzine). Le jeune Suisse termine 17e du classement final du géant et 31e au classement général.
L'année suivante marque la réelle éclosion de Zurbriggen au niveau mondial. Performant en géant et en combiné, le jeune Suisse de 19 ans ne quitte pas le top 10 de la saison en géant et signe ses premiers podiums parmi lesquels ses deux premières victoires lors du combiné de Wengen et du géant de San Sicario lors duquel il devance son futur grand rival luxembourgeois Marc Girardelli. Zurbriggen termine la saison en 6e position du classement du géant et 11e du classement général.
Fort de cette saison pleine qui lui donne du crédit aux yeux des sélectionneurs suisses, Pirmin Zurbriggen décide en vue de la saison 1982-1983 de profiter de l'arrivée d'une nouvelle discipline, le super-G pour axer sa préparation physique sur la polyvalence avec pour but principal de jouer le classement général dans le futur et de succéder ainsi à Peter Lüscher seul Suisse vainqueur du gros globe de cristal en 1979. Zurbriggen réalise une saison complète occupant un temps la tête du classement général, remportant deux victoires lors du combiné de Madonna di Campiglio et du géant d'Adelboden en janvier et signant ses premiers podiums en vitesse notamment lors du premier super-G de l'histoire disputé à Val-d'Isère qu'il termine 3e et qui voit finir cinq Suisses aux cinq premières places, une première en Coupe du monde. Zurbriggen ajoute deux autres podiums en super-G à Madonna di Campiglio et Garmisch. Auteur de performances intéressantes en descente, la seule ombre venant de ses nombreux abandons en slalom qui n'entache pas cependant le bon bilan de la saison qui le voit finir 3e et 4e des classements du combiné et du géant/super-G et à la 6e place du classement général dominé par l'Américain Phil Mahre.

### 1983-1984: premier sacre au classement général
Porté par la confiance d'une saison précédente réussie, Zurbriggen très motivé en année olympique explose lors de la saison 1983-1984. Au sommet de la polyvalence, le jeune Suisse marque des gros points dans toutes les disciplines. Auteur d'un début de saison qui le voit enchaîner les podiums dont sa première victoire en super-G à Val Gardena, Zurbriggen en tête du classement général à l'issue du mois de décembre devient peu à peu le fer de lance d'une équipe suisse redoutable enchaînant les succès qui en plus d'inquiéter les rivaux, inquiète les suisses eux-mêmes au point de se demander si ce niveau de forme durera jusqu'aux Jeux olympiques. Des questions qui n'empêchent pas Zurbriggen de creuser l'écart au classement général lors d'un mois de janvier fructueux qui le voit signer quatre nouveaux podiums dont une victoire en combiné a Garmisch. Cette période est aussi marquée par les progrès en descente du suisse. Une discipline dans laquelle il ne quitte pas le top 10 (4e à Kitzbühel, 6e a Wengen et Garmisch).
Zurbriggen aborde en février ses premiers Jeux olympiques disputés à Sarajevo en position de leader au classement général talonné de seulement 8 points par le Suédois Ingemar Stenmark très régulier dans les disciplines techniques. Zurbriggen débute par une élimination précoce lors du slalom géant dominé par son compatriote Max Julen dont il faisait pourtant figure d'outsider. Aisément qualifié pour la descente olympique à l'issue d'entraînements impressionnants, Zurbriggen fait office de favori au même titre que l'Américain Bill Johnson et pourtant le Suisse déçoit en terminant 4e d'une course dominée par Johnson. Zurbriggen conclut ses Jeux par une élimination en slalom.
Marqué par cet échec, Zurbriggen, conscient de ce qu'il peut gagner en fin de saison, décide de vite se remobiliser en vue du classement général. Engagé sur la tournée américaine, le Suisse prend l'ascendant réalisant trois podiums en cinq courses parmi lesquels sa huitième victoire en Coupe du monde lors du géant d'Aspen et son premier podium en descente à Whistler Mountain. Il parachève son succès final dès le week-end suivant en finissant 6e du géant d'Åre et conclut en apothéose par sa quatrième victoire de la saison en super-G à Oppdal. Auteur de douze podiums dans la saison, Zurbriggen devient à 21 ans le deuxième Suisse vainqueur du classement général. Performance réalisée sans avoir gagné le globe de cristal dans l'une des quatre disciplines du ski alpin : il doit notamment s’incliner en slalom géant, battu sur le fil par le Suédois Ingemar Stenmark.

### 1984-1988: rivalité avec Marc Girardelli
La saison 1984-1985 marque le début d'une rivalité intense entre Zurbriggen et le Luxembourgeois Marc Girardelli. Cette rivalité dure cinq ans et marque l'histoire du ski alpin. En effet les deux skieurs aux styles et caractères opposés sont de grands polyvalents et se livrent en début de saison un duel remarquable. Si Girardelli remporte 7 succès en slalom (4), géant (1) et super-G (2), Zurbriggen s'impose à cinq reprises en super-G à Puy-Saint-Vincent, lors du deuxième slalom de Sestrières et réalise un triplé historique à Kitzbühel s'imposant sur le combiné et remportant les deux descentes, (devenant ainsi le premier skieur à s'imposer dans les cinq disciplines du ski alpin). Cependant alors qu'il occupe la tête du classement général avec 14 points d'avance sur Girardelli, une blessure au ménisque contractée lors de son deuxième succès en descente à Kitzbühel nécessitant une intervention l'oblige à rester hors des pistes quelques semaines le Suisse manquant les étapes importantes d'Adelboden, Wengen et Garmisch.
Zurbriggen parvient après une courte rééducation et des tests très poussés à se rétablir et se présente aux championnats du monde disputés à Bormio dépossédé de sa position de leader et distancé au classement général par Girardelli. En absence totale de repères, Zurbriggen ne sait pas à quel niveau il se situe mais se présente avec suffisamment de confiance pour espérer remporter une médaille en descente. Engagé dès le premier jour, Zurbriggen impressionne en réalisant le meilleur chrono de la descente du combiné et confirme dès le lendemain en remportant la veille de son vingt-deuxième anniversaire son premier titre mondial en remportant la descente devant son compatriote Peter Müller et l'Américain Doug Lewis. Deux jours plus tard, Zurbriggen auteur du 5e chrono du slalom réalise un doublé inattendu en s'imposant sur le combiné devant l'Autrichien Ernst Riedlsperger et le Suisse Thomas Bürgler. Engagé sur le géant en fin de session, Zurbriggen manque de peu le triplé devancé pour cinq petits centièmes par le jeune Allemand Markus Wasmeier. Zurbriggen quitte les mondiaux fort d'un retour triomphal qui l'a vu remporter trois médailles dont deux titres en descente et en combiné. Conscient de l'impossibilité de refaire son retard sur Girardelli au classement général, Zurbriggen conclut la saison en roue libre ajoutant de belles places d'honneur ainsi qu'une nouvelle victoire lors de la tournée américaine lors du super-G de Panorama (en). Le jeune Suisse de 22 ans termine au 2e rang du classement général à 18 points de Marc Girardelli. Ces performances lors des championnats du monde permettent à Pirmin Zurbriggen d'être élu sportif suisse de l'année 1985.
En 1985-1986, Zurbriggen et Girardelli se livrent un nouveau duel moins intense que la saison précédente. Cela s'explique par une intersaison compliquée pour Pirmin Zurbriggen qui a effectué son service militaire durant l'été, retardant sérieusement sa préparation en plus des pépins physiques et chutes fréquentes lors des séances d'entraînement l'obligeant à déclarer forfait pour le week-end de Val d'Isère. Très régulier dans le top 10 en début de saison et présent à quatre reprises sur le podium, Zurbriggen ne compte à l'issue du mois de janvier qu'une victoire en Coupe du monde lors du combiné de Kitzbühel et occupe la 6e place du classement général à 42 points de Girardelli tout aussi régulier mais qui profite des forfaits du Suisse. C'est à partir de février que Zurbriggen reprend sa pleine mesure lui permettant de réaliser une fin de saison tonitruante en remportant des succès à Åre en slalom et combiné ainsi qu'à Hemsedal en super-G. Le Suisse effectue une grosse remontée au général mais ne peut rien faire face la régularité de Girardelli qui parvient à conserver dix petits points d'avance à l'issue de la saison sur Zurbriggen qui termine pour la deuxième année consécutive à la 2e place du classement général.
Auteur d'une préparation physique sans accroc pour la première fois depuis deux ans, Pirmin Zurbriggen aborde la saison 1986-1987 en pleine possession de ses moyens. Auteur d'un début de saison remarquable, le skieur suisse profitant des problèmes physiques de Girardelli son principal rival et impressionnant en vitesse ne quitte pas le top 10 et se démarque très rapidement rapidement au classement général réalisant 10 podiums et s'imposant à 8 reprises en descente (4 victoires à Las Lenas, Val d'Isère, Garmisch-Partenkirchen et Kitzbühel), en géant (2 victoires lors des géants disputés à Adelboden,) et en combiné (2 victoires à Wengen et Kitzbühel). À l'orée des championnats du monde disputés en février à Crans Montana il compte près de 100 points d'avance sur l'Allemand Markus Wasmeier et domine les classements de la descente, du géant et du combiné. Favori logique de la descente qui compte aussi pour le combiné dont le slalom s'est effectué deux jours plus tôt, Zurbriggen est dominé dans les deux disciplines par son compatriote Peter Müller et son rival luxembourgeois Marc Girardelli et remporte donc déçu deux médailles d'argent le même jour. Mais le Suisse prend sa revanche les jours suivants en remportant deux titres mondiaux dominant d'abord le Super-G devant Marc Girardelli et Markus Wasmeier et le géant à nouveau devant Girardelli et l'Italien Alberto Tomba. À l'issue de ces mondiaux triomphaux pour Zurbriggen ainsi que pour la Suisse qui remporte 18 médailles sur les 30 possibles dont huit titres, le Suisse poursuit sa domination sur la fin de saison en Coupe du monde en ajoutant trois nouvelles victoires en géant à Todtnau et lors de la descente et du super-G d'Aspen qui valident son deuxième succès au général avant même les deux derniers week-ends de la saison. Fort d'une saison pleine qui l'a vu régner sans partage et s'imposer dans quatre disciplines, Pirmin Zurbriggen obtient avec onze succès le troisième total de l'histoire au nombre de victoires sur une saison derrière le Suédois Ingemar Stenmark (13 victoires en 1978-1979) et le Français Jean Claude Killy (12 victoires en 1967) et remporte le classement général avec le plus gros écart jamais enregistré sur son second avec 149 points d'avance sur Marc Girardelli. Il ajoute ses premiers globes de spécialité avec celui de la descente, du géant et du combiné.

## Palmarès

### Jeux olympiques d'hiver
| Édition / Épreuve | Descente | Super G                          | Slalom géant | Slalom  | Combiné                          |
| ----------------- | -------- | -------------------------------- | ------------ | ------- | -------------------------------- |
| JO 1984 Sarajevo  | 4e       | Épreuve inexistante à cette date | Abandon      | Abandon | Épreuve inexistante à cette date |
| JO 1988 Calgary   | Or       | 5e                               | Bronze       | 7e      | Abandon                          |

### Championnats du monde
| Édition / Épreuve           | Descente | Super G                          | Slalom géant | Slalom      | Combiné |
| --------------------------- | -------- | -------------------------------- | ------------ | ----------- | ------- |
| Mondiaux 1982 Schladming    | —        | Épreuve inexistante à cette date | Disqualifié  | —           | —       |
| Mondiaux 1985 Bormio        | Or       | Épreuve inexistante à cette date | Argent       | Disqualifié | Or      |
| Mondiaux 1987 Crans-Montana | Argent   | Or                               | Or           | Abandon     | Argent  |
| Mondiaux 1989 Vail          | 15e      | Argent                           | Bronze       | Abandon     | 4e      |

### Coupe du monde
- Vainqueur du classement général en 1983-1984, 1986-1987, 1987-1988 et 1989-1990
  - Vainqueur de la Coupe du monde de descente en 1986-1987 et 1987-1988
  - Vainqueur de la coupe du monde de super-G en 1986-1987, 1987-1988, 1988-1989 et 1989-1990
  - Vainqueur de la Coupe du monde de géant en 1986-1987 et 1988-1989
  - Vainqueur de la Coupe du monde de combiné en 1985-1986, 1986-1987 et 1989-1990
  - 40 victoires : 10 descentes, 10 super-G, 7 géants, 2 slaloms et 11 combinés
  - 83 podiums

| Saison/Classement | Général | Général | Descente | Descente | Super-G | Super-G | Géant  | Géant  | Slalom | Slalom | Combiné | Combiné |
| Saison/Classement | Class.  | Points  | Class.   | Points   | Class.  | Points  | Class. | Points | Class. | Points | Class.  | Points  |
| ----------------- | ------- | ------- | -------- | -------- | ------- | ------- | ------ | ------ | ------ | ------ | ------- | ------- |
| 1980-1981         | 31e     | 46      | -        | -        | -       | -       | 17e    | 35     | -      | -      | 18e     | 11      |
| 1981-1982         | 11e     | 96      | -        | -        | -       | -       | 6e     | 67     | 33e    | 4      | 7e      | 25      |
| 1982-1983         | 6e      | 161     | 26e      | 11       | -       | -       | 4e     | 90     | 21e    | 13     | 3e      | 47      |
| 1983-1984         | 1re     | 256     | 10e      | 59       | -       | -       | 2e     | 115    | -      | -      | 2e      | 65      |
| 1984-1985         | 2e      | 244     | 5e       | 79       | -       | -       | 2e     | 102    | 14e    | 38     | 9e      | 25      |
| 1985-1986         | 2e      | 284     | 11e      | 55       | 2e      | 67      | 10e    | 30     | 6e     | 79     | 1re     | 65      |
| 1986-1987         | 1re     | 339     | 1re      | 125      | 1re     | 85      | 1re    | 102    | 21e    | 14     | 1re     | 50      |
| 1987-1988         | 1re     | 310     | 1re      | 122      | 1re     | 58      | 4e     | 65     | 9e     | 45     | 4e      | 20      |
| 1988-1989         | 2e      | 309     | 4e       | 94       | 1re     | 62      | 1re    | 82     | 15e    | 26     | 3e      | 45      |
| 1989-1990         | 1re     | 357     | 3e       | 105      | 1re     | 98      | 6e     | 48     | 11e    | 56     | 1re     | 50      |

| Saison/ Épreuve | Descente                                                        | Super-G                         | Géant                            | Slalom        | Combiné                                   | Total |
| --------------- | --------------------------------------------------------------- | ------------------------------- | -------------------------------- | ------------- | ----------------------------------------- | ----- |
| 1981-1982       | -                                                               | -                               | San Sicario                      | -             | Wengen/Adelboden                          | 2     |
| 1982-1983       | -                                                               | -                               | Adelboden                        | -             | Madonna di Campiglio                      | 2     |
| 1983-1984       | -                                                               | Madonna di Campiglio Oppdal     | Aspen                            | -             | Garmisch-Partenkirchen (Arlberg-Kandahar) | 4     |
| 1984-1985       | Kitzbühel I Kitzbühel II                                        | Puy-Saint-Vincent Panorama (en) | -                                | Sestrières II | / Kitzbühel I/Puy-Saint-Vincent           | 6     |
| 1985-1986       | -                                                               | Hemsedal                        | -                                | Are           | Kitzbühel Are                             | 4     |
| 1986-1987       | Las Leñas II Val-d'Isère Garmisch-Partenkirchen Kitzbühel Aspen | Aspen                           | Adelboden I Adelboden II Todtnau | -             | Wengen Kitzbühel                          | 11    |
| 1987-1988       | Val-d'Isère II Schladming                                       | -                               | -                                | -             | -                                         | 2     |
| 1988-1989       | -                                                               | Schladming                      | Val Thorens                      | -             | Sankt Anton (Arlberg-Kandahar)            | 3     |
| 1989-1990       | Val Gardena                                                     | Sestrières Courmayeur Hemsedal  | -                                | -             | Schladming Kitzbühel                      | 6     |
| Total           | 10                                                              | 10                              | 7                                | 2             | 11                                        | 40    |

### Arlberg-Kandahar
- Vainqueur du Kandahar 1984 à Garmisch et 1988-1989 à Sankt Anton